# 스파니아
스파니아(라틴어: Provincia Spaniae)는 비잔틴 제국의 속령으로서 552년부터 624년까지의 스페인을 지칭한다. 그 연도에 대해서는 차이가 있어서 이베리아 반도로 세력이 들어온 것을 551년으로 보는 경우도 있으나 554년으로 보는 경우도 있다. 최후까지 복속되지 않았던 지방에 대해서는 그 정벌 시기를 625년 (Collins) 혹은 629년 (W-H)으로 보기도 한다. 스파니아는 유스티니아누스 1세가 서로마 제국의 영토를 수복한다는 목적으로 정복을 지속했기 때문에 복속했다.

## 정벌과 개념 정립
튀니지의 반달족에 대한 정복과 비잔틴 영토의 확장이 534년에 이뤄지면서 비잔틴 제국의 군대는 서고트 왕국과 접촉하게 된다. 서고트 왕국의 겔리메르 왕은 고트족의 수장이었던 테우디스와 접촉하여 동맹을 꾀하려 했지만 성사되지 않았다. 그는 반달족의 몰락을 통해 지브롤타 해협을 건너 세우타를 533년 정복할 기회를 찾았고 이를 통해 비잔틴 세력이 스페인을 공격할 전초기지를 세우지 못하게 하려는 속샘이었다. 이듬해 벨리사리우스가 다시 공격해왔으나 스페인은 정복되지 않았다. 세우타는 540년 서고트족에 복속되었다가 일종의 술책으로 모레타니아령이 됐다. 이를 통해 552년 비잔틴 제국의 군대가 몇 년에 걸쳐 스페인을 정복하기 위한 준비를 하는 데 도움이 된다.
550년 서고트족의 아길라 1세 치하 때 일련의 반혁 사건이 일어났고 이 중 두 사건은 사건의 정도가 극심했다. 코르도바 시민은 고트족과 아리우스파의 통치를 불만스러워 했고 아길라는 패했으며 아들은 살해당한데다 왕실의 재물은 도난 당했다. 그는 메리다로 피신한다. 두 번째 중요한 반목에 대해서는 549년 혹은 551년으로 추정되며 귀족 아탄글리드가 세비야를 차지하면서 아길라에 대항하는 세력으로 왕정을 수립하려 했다. 이 사건을 수습하기 위해 어느 누가 비잔틴 측에 접촉을 했는지에 대해서는 그 시기가 정확히 밝혀지지 않고 있다. 심지어 비잔틴 제국의 누구와 접촉했는지도 불확실하다.
555년 3월 말 아길라 지지 세력은 비잔틴 세력이 날로 성장하자 두려움에 그를 암살하고 아탄글리드를 고트족의 왕으로 추앙했다. 곧바로 왕은 비잔틴 세력을 추출하려 했지만 실패했고 많은 해안 도시들을 빼앗긴다. 이들 도시는 약 75년 동안 서고트 족이 재침공을 하기 전까지 비잔틴 속령으로 남는다.

서쪽끝에 있는 스파니아. 오렌지색

## 범위와 지리
비잔틴 제국의 스파니아는 내륙 깊숙히 세력이 뻗쳐 있어 동로마 제국의 관리들은 상대적으로 관심을 갖지 않았다. 이에 대해서는 스파니아 자체가 방어 요새로서의 기능을 담당하여 고트족의 침공을 막으려는 입장에 있었기 때문이었다. 그러나 당시에는 페르시아 제국의 위협이 동쪽에서 널리 일어났기 때문에 그 관심은 줄어들 수 밖에 없었다. 가장 주요한 도시로는 말라가와 카르타헤나였으며 비잔틴 군대가 다수 진을 치고 있었을 것으로 추정되고 있다. 두 도시 중에 지방 주도가 어떤 것이었는지는 확실치 않으며 아길라 세력이 다시 몇 곳을 침공하여 복속시키긴 했으나 비잔틴 세력의 중심지로 기능했다. 고트족은 스파니아 외곽 지역을 황폐화시키고 약탈을 일삼았지만 그 공격력은 취약하여 요새 도시는 행정 기능을 수행하는 데 특별한 어려움이 없었다.

가장 넓었을 때의 스파니아

## 몰락

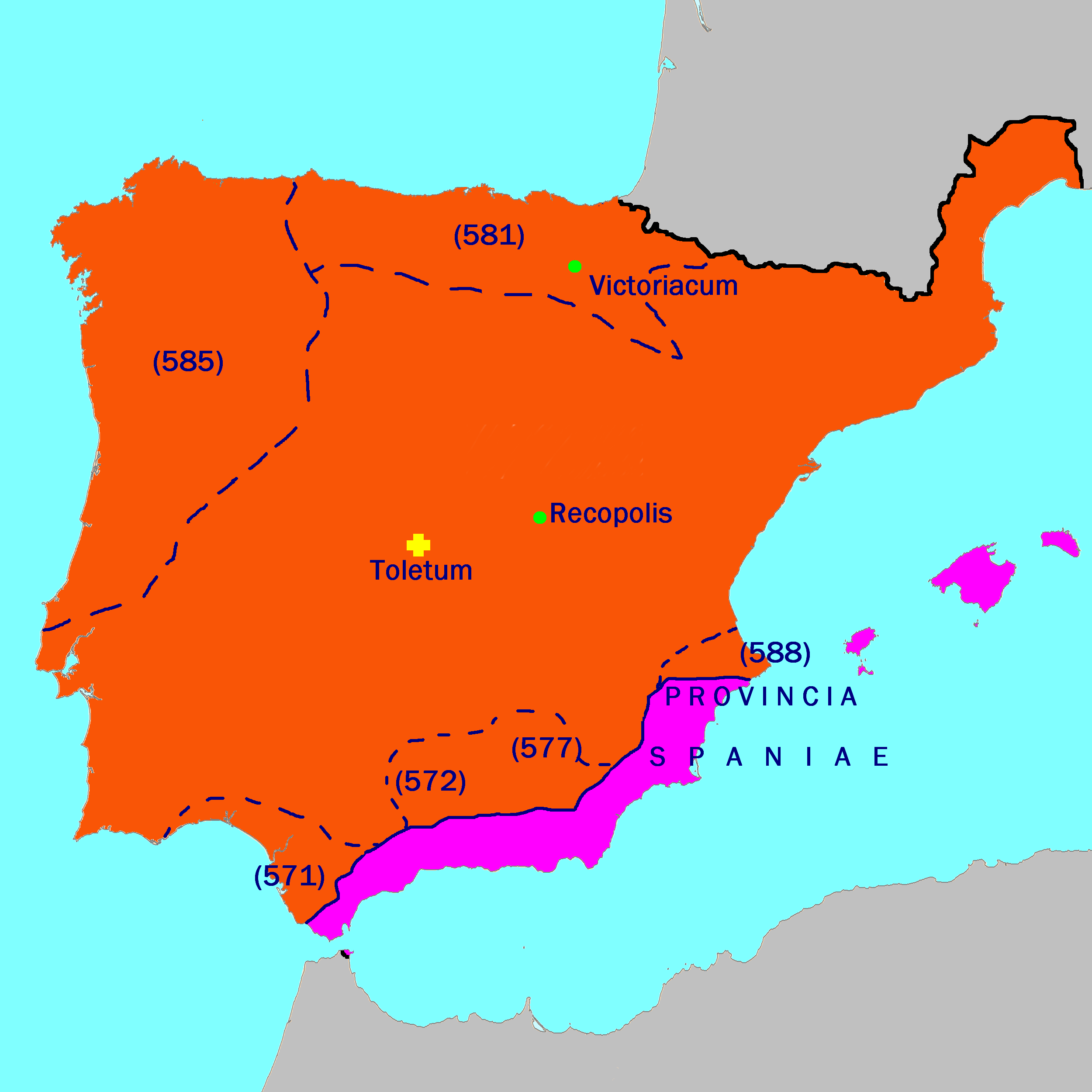
586년의 스파니아

비잔틴 제국의 세력이 아타나길트와 레오비길드 하에 세력이 약화되면서 방어력이 취약해지자 서고트족이 다시 공세를 강화하기 시작했다. 570년 경 레오비길드는 바스테타니아를 황폐화시키고 메디나 시도니아를 사로 잡았다.
레카르드 1세 동안 비잔틴 세력이 다시 공격을 시작하여 세를 확장했다. 레카르드는 비잔틴 전선의 범위에 대해 규정하여 그레고리 교황에게 이 문서가 마우리키우스 황제에게 보내질 수 있게 해달라고 요청했다. 그레고리는 이 문서가 불에 타서 없어졌다고 말하면서 레카르드에게 원래 확보했던 영토보다 더 세가 확장될 수 있을 것임을 경고했다. 599년 8월의 일이었다. 리우비글리드의 통치 동안 서고트왕국의 영토는 더욱 확장되어 레카르드 때보다 더 많은 영토 확장이 이뤄졌고 이에 따라 스파니아 내 비잔틴 세력은 몰락의 길을 걸었다.
후대 왕 중에서 비테리크 왕은 스파니아 세력에 대해 빈번하게 반대 활동을 벌였으며 그의 휘하에 있던 장수들은 훨씬 더 큰 효과를 거뒀다. 군데마르 왕은 히스파니아(Carthaginiensis)의 교황청을 비잔틴 카르타헤나에서 서고트령 톨레도로 610년 옮겼으며 611년 공세를 퍼부어 스파니아를 복속하려 들었지만 특별한 영향이 있었던 것은 아니었다. 시세부트 왕은 비잔틴령 스파니아를 정벌하는 데 가장 혁혁한 업적을 남긴 왕이었으며 614년과 615년에 두 번의 큰 공격을 감행하여 619년 전에 말라가를 정벌하는 한편 지중해 연안까지 세를 확장했다. 주변 도시들까지 무력화시키며 영토가 크게 확장되자 《프레데가르의 연대기Chronicle of Fredegar》에는 그를 두고 거의 대부분의 로마 도시를 파괴하여 벌벌 기게 만들었다고 썼다.
시세부트 왕은 카르타헤나 또한 파괴하였으며 도시 전체가 박살난 탓에 서고트 왕국 역사상 다시는 등장하지 못하게 되어버렸다. 고트족의 입장에서는 포위 작전을 오랜 동안 지속하기가 어려웠기에 모든 요새 주변의 병력을 줄여 남은 병력이 쿠데타를 일으키지 못하게 했다. 카르타헤나는 파괴되었지만 말라가는 그래도 그 형태가 잔존했던 것으로 미뤄 카르타헤나가 먼저 파괴되고 말라가가 조금 더 뒤에 즉, 로마-그리스 세력이 서고트족의 우위에 더 이상 항거하지 못하게 됐을 때 없어진 것으로 보인다.
621년 스파니아 하에 몇 개의 도시가 있긴 했지만 수인틸라만 잠시 수복되었을 뿐 624년 경으로 거의 대부분의 스파니아가 서고트왕국령이 된다. 발레아레스 제도만이 17세기에 이르기까지 복속되지 않았을 뿐이다. 사라센족이 비잔틴 제국 영토에 대해 급습을 감행한 8세기~10세기를 거치면서 스파니아는 완전히 비잔틴 제국의 속령에서 벗어난다.

## 참고자료
- Thompson, E. A. The Goths in Spain. Oxford: Clarendon Press, 1969. "The Byzantine Province", pp 320–334.
- Collins, Roger. Visigothic Spain, 409–711. Blackwell Publishing, 2004.
- Helal Ouriachen, El Housin. 2009. "La ciudad bética durante la Antigüedad Tardía. Persistencias y mutaciones locales en relación con la realidad urbana del Mediterraneo y del Atlántico." PhD thesis, 그라나다 대학교 출판부.
- Wallace-Hadrill, John Michael. The Barbarian West, 400–1000. 3rd ed. London: Hutchison, 1967.
- Bernard Bachrach "A Reassessment of Visigothic Jewish Policy, 589-711." The American Historical Review, Vol. 78, No. 1. , pp 11–34.
- Wintle, Justin. The Rough Guide History of Spain. Penguin Group, 2003.
- Jordanes. The Origin and Deeds of the Goths.
- Fredegar. The Fourth Book of the Chronicle of Fredegar with its Continuations. Connecticut: Greenwood Press, 1960.